# ブルターニュもの
ブルターニュもの（仏: Matière de Bretagne、英: Matter of Britain）は、グレート・ブリテン（大ブルターニュ）とフランスのアルモリカ地方（小ブルターニュ）、そしてそれと関わりのある伝説上の王や英雄、特にアーサー王をめぐる一群の中世文学と伝説資料の集合的呼称である。ブリテンの話材、ブルターニュの題材、ブルターニュ物語、ブリテンの話ともいう。
シャルルマーニュ王の伝説にまつわるフランスもの、そして古典古代の伝説に由来する話やそれに触発されて生まれた話を含むローマものとともに、中世文学において繰り返し語られる三大物語群のひとつであった。

## 歴史
この3つの「題材」は12世紀にフランスの詩人ジャン・ボデルが初めて述べたことであり、ジャン・ボデルの武勲詩『セーヌ』 Chanson de Saisnes 〔サクソン人の歌〕に次のようなくだりがある。
誰しも措くあたわざる三題あり
フランスもの、ブルターニュもの、大ローマもの
この命名は、古典古代から取られた神話的テーマである「ローマもの」、そしてシャルルマーニュ王の十二勇士とムーア人やサラセン人との戦の物語から構成される「フランスもの」と、〈ブルターニュもの〉（ブリテンもの）とを区別し、かつ並び連ねている。アーサー王はブリテンの話材の主たる題材であるが、他のそれほど知られていないグレート・ブリテンやブルターニュの伝説上の歴史もブリテンの話材に含まれる。例えば、ブリテンのブルータス、コール王、レイア王、ゴグマゴグなどである。伝承上におけるブリタニア王の一覧も参照のこと。

## テーマと主題

### 伝説上のブリテンの歴史
伝説上のブリテンの歴史には、祖国のために一連の愛国的神話を作ろうとして創造された部分もあると言えよう。そのため、この一連の文学にはいくつかの意図が見て取れる。
ブリテンのブルータスの話に関しては既知の文献のうちで最古のものである『ブリトン人の歴史』は、9世紀の多くのウェールズの君主たちの輝かしい系譜を創作するために企まれたものであったかもしれない。伝統的にはネンニウスに帰されるが、実際の撰述者は不明であり、いくつかの校訂本に収められて現存している。この物語は、その考案者がブルータスをトロイ戦争に従事した英雄たちの離散に結びつけたため、人気を博して広く流布し続けた。そうしてこれは、モンマスのジェフリー、マイケル・ドレイトン、ジョン・ミルトンといった後世の神話作家がさまざまな文学上の目的のために利用し、ブリタニアへの移民をギリシア文学の英雄時代に結びつけることを可能とした原材料となったのである。それで、ウェルギリウスが『アエネーイス』においてローマの建国神話をトロイ戦争に結びつけたように、この文献は愛国的な神話作りに利用しうるものであった。〈モンマスのジェフリー〉は、タキトゥスの報告したトリノヴァンテス族はロンドンの地域に住んでいたために、ジェフリーが Troi-novant すなわち新トロイと解釈したところの名を有していたのだという説を唱えた。
さらに思弁的な主張は、〈モンマスのジェフリー〉が著書『ブリタニア列王史』において寄せ集めた支配者たちや出来事のいくつかとウェールズ神話とを結びつける。例えば、後にシェイクスピアの『リア王』となった〈ブリテンのレイア〉は元はウェールズ神話の海の神スィール（cf. アイルランド神話の海の神リル）であった、と連想されることはかねてよりあった。さまざまなケルトの神々がアーサー王文学の登場人物に結びつけて考えられてきた。モーガン・ル・フェイは元はウェールズ神話のモドロン（cf. アイルランド神話の女神モリガン）であったとしばしば考えられた。これらの同一視の多くは19世紀後半の思弁的な比較宗教論から来ており、近年には疑問が呈されるようになった。
ウィリアム・シェイクスピアはブリテンの伝説的歴史に関心があり、そのあまり知られていない側面にいくらか通じていた。シェイクスピアの戯曲の中には、『リア王』や『シンベリン』といった、これらの伝説的な王に関する物語がいくつかある。シェイクスピアのグラマースクール時代のウェールズ人教師であったトーマス・ジェンキンスは、かれにこの題材を紹介し、ひょっとしたらかれに〈モンマスのジェフリー〉を読むよう指導したかもしれない、と示唆されてきた。これらの話は、シェイクスピアの『マクベス』の出典のひとつとしても言及されるラフェイル・ホリンズヘッドの『イングランド・スコットランド・アイルランド年代記』の中にも登場する。
他の昔の著述家たちも、初期のアーサー王伝説と〈ブリテンの話材〉の偽史的資料を利用した。例えばスコットランド人は、ピクト人とダルリアダ王国の王統系譜において神話的な歴史を組み上げた。その系譜は最終的には事実に基づいた家系図に達するが、ジェフリーのそれとは異なり、起源の方は漠然としており、しばしば神話的なブリテンの歴史と神話的なアイルランドの歴史の両方の面を組み込んでいる。特にガブラン王の話はこの二つの歴史の双方の要素を組み入れている。

### アーサー王物語
アーサー王物語群は〈ブリテンの話材〉のうちで最も有名な部分である。これが大いに成功したのは、それが後世の多くの著述家の興味をそそった二つの組み合わさった話を物語るものであったからである。そのひとつは、アーサー王とランスロット卿の宿命的な欠点によって破滅する運命にある騎士道的美徳のユートピアとして描かれることが多いキャメロットをめぐる話である。もうひとつは、聖杯を手に入れようとするさまざまな騎士たちの探求 - ある者は成功し（ガラハッド、パーシヴァル）、またある者は失敗する（ランスロット） - に関する話である。
アーサー王とその騎士たちの中世物語はキリスト教的テーマに満ちている。それらのテーマは、登場人物の道徳的失敗によって人の目指すべき徳目が打ち砕かれること、そして重要なキリスト教の聖遺物を探索することに関連している。最後には登場人物間の関係は、ランスロットとグィネヴィア、あるいはトリスタンとイゾルデのように、宮廷恋愛の伝統の舞台となった。近年ではアーサー王とその騎士たちを、たいていは非常に理想化された、20世紀初頭に再構築された形においてケルト神話に結びつけようとする傾向がある。
さらに、アーサー王文学全般を、そして特にその聖杯にかかわる部分を、人間としての発展と精神的成長（とりわけ神話学者ジョーゼフ・キャンベルが追及したテーマ）の寓意として読むことは可能である。